# Ryuji Bando
Ryuji Bando (播戸 竜二, Bando Ryuji, Himeji, 2 augustus 1979) is een Japans voormalig voetballer die als aanvaller speelde.

## Carrière
Ryuji Bando speelde tussen 1998 en 2009 voor Gamba Osaka, Consadole Sapporo en Vissel Kobe. Hij tekende in 2010 bij Cerezo Osaka.

## Japans voetbalelftal
Ryuji Bando debuteerde in 2006 in het Japans nationaal elftal en speelde 7 interlands, waarin hij 2 keer scoorde.

## Statistieken
| Japans voetbalelftal | Japans voetbalelftal | Japans voetbalelftal |
| Jaar                 | Wed.                 | Dlp.                 |
| -------------------- | -------------------- | -------------------- |
| 2006                 | 2                    | 2                    |
| 2007                 | 1                    | 0                    |
| 2008                 | 4                    | 0                    |
| Totaal               | 7                    | 2                    |